# Esmont
Esmont è un census-designated place (CDP) degli Stati Uniti d'America, situato nello stato della Virginia, nella contea di Albemarle. Secondo il censimento del 2020 gli abitanti di Esmont ammontavano a 491.

## Storia
La città è stata costruita sul sito di una vecchia piantagione che aveva lo stesso nome. La fertilità della terra ha reso da sempre la città un centro agricolo.
Tre siti di Esmont sono stati inseriti nel National Register of Historic Places: Esmont, la Guthrie Hall e Mountain Grove.